# كيمبرلي بو
كيمبرلي بو (بالإنجليزية: Kimberly Po)‏ مواليد 20 أكتوبر 1971 في لوس أنجلوس، هي لاعبة كرة مضرب أمريكية سابقة بدأت مسيرتها كمحترفة سنة 1991، اعتزلت اللعب في 2002. كما أنها إحدى بطلات الجراند سلام. أعلى تصنيف لها في الفردي كان المركز الـ 14 في سنة 1997. أعلى تصنيف لها في الزوجي كان 6.

## بطولات حققتها
- بطولة ويمبلدون

## النهائيات

### الزوجي: 1 (0-1)
| الحصيلة | السنة | البطولة                     | الأرضية | الشريك       | المنافس في النهائي      | النتيجة في النهائي |
| الوصافة | 2001  | بطولة أمريكا المفتوحة للتنس | صلبة    | ناتالي توزيا | ليزا ريموند ريناي ستابس | 6–2, 5–7, 7–5      |

### الزوجي المختلط: 2 (1-1)
| الحصيلة | السنة | البطولة                     | الأرضية | الشريك        | المنافس في النهائي       | النتيجة في النهائي |
| الوصافة | 1999  | بطولة أمريكا المفتوحة للتنس | صلبة    | دونالد جونسون | أي سوجياما ماهيش بوباثي  | 6–4, 6–4           |
| الفوز   | 2000  | ويمبلدون                    | عشبية   | دونالد جونسون | كيم كلايسترز ليتون هيووت | 6–4, 7–6(3)        |

## روابط خارجية
- كيمبرلي بو على موقع رابطة محترفات التنس (الإنجليزية)
- كيمبرلي بو على موقع الاتحاد الدولي لكرة المضرب (الإنجليزية)
- كيمبرلي بو على موقع كأس بيلي جين كينغ (الإنجليزية)
- كيمبرلي بو على موقع بطولة ويمبلدون (الإنجليزية)
- كيمبرلي بو على موقع خلاصة التنس.كوم (الإنجليزية)